# Diamond Trust of London
Diamond Trust of London est un jeu vidéo de stratégie au tour par tour créé par Jason Rohrer, avec une musique composée par Tom Bailey. Le jeu a été publié par indiePub, et à la suite d'une campagne sur Kickstarter, a été publié pour la Nintendo DS le 28 août 2012. Le jeu a été placé dans le domaine public et est hébergé sur SourceForge.net. D'abord lancé en 2009, Diamond Trust of London a connu un développement prolongé, en passant par deux éditeurs différents et en mettant plus de trois ans avant d'arriver sur le marché.
Inspiré par les jeux de société à l'allemande, Diamond Trust of London met aux prises deux joueurs qui contrôlent chacun une société de négoce de diamants. Il est situé vers l'année 2000, avant la mise en œuvre du processus de Kimberley contre le commerce des diamants de conflits. L'objectif du joueur est d'extraire des diamants d'Angola lors des neuf tours qui constituent un match. Pour extraire le maximum de diamants et gagner la partie, les joueurs ont recours à une combinaison d'actions, de corruption et d'impostures.

## Accueil
| Diamond Trust of London |      |       |
| Média                   | Pays | Notes |
| Edge                    | US   | 6/10  |
| GamesTM                 | US   | 6/10  |
| Nintendo Gamer          | GB   | 4/5   |
| Paste                   | US   | 8/10  |